# Sanofi
Sanofi is een internationale farmaceutische groep met hoofdzetel in Parijs (Frankrijk). Bij de groep werken zo'n 86.000 mensen.

## Geschiedenis
- 1970: Synthélabo wordt gesticht door de fusie van twee Franse farmaceutische bedrijven, de Laboratoires Dausse en Laboratoires Robert & Carrière.
- 1973: Sanofi wordt gesticht als afsplitsing van de petrochemische groep Elf Aquitaine (die later in Total opgaat).
- 1973: L'Oréal wordt hoofdaandeelhouder van Synthélabo.
- 18 mei 1999: Sanofi-Synthélabo ontstaat door de fusie van Sanofi en Synthélabo. Na de fusie worden Total en L'Oréal de grootste aandeelhouders (maar geen van beide met een meerderheid).
- 15 december 1999: Aventis wordt gevormd, door de combinatie van de "life sciences"-activiteiten (farmacie en landbouw) van Hoechst (voornamelijk Hoechst Marion Roussel) (Duitsland) en van Rhône-Poulenc (voornamelijk Rhône-Poulenc Rorer) (Frankrijk). Het aandeel wordt voor het eerst verhandeld op de beurzen van New York, Parijs en Frankfurt op 20 december. De landbouwafdeling Aventis CropScience wordt in 2002 verkocht aan Bayer.
- 2004: Sanofi brengt een openbaar bod uit op alle aandelen van Aventis. Deze operatie wordt afgerond op 24 september 2004 en vanaf 31 december 2004 wordt Aventis geabsorbeerd door Sanofi, en ontstaat sanofi-aventis.
- 6 mei 2011: de nieuwe naam wordt Sanofi.
- In april 2016 deed Sanofi een bod van 9,3 miljard dollar in contanten op het biofarmaceutisch bedrijf Medivation Inc. om de activiteiten op het gebied van kankergeneesmiddelen uit te breiden.[2] Pfizer besloot uiteindelijk een bod neer te leggen van US$ 14 miljard waarmee Sanofi achter het net viste.[2]
- In januari 2017 deden Sanofi en het Duitse bedrijf Boehringer Ingelheim een ruil van activiteiten. Sanofi heeft Merial, de diergeneeskundige activiteiten, geruild met de consumententak van Boehringer.[3] Merial telde ongeveer 6500 werknemers en een omzet van € 2,4 miljard.[3] Boehringer is na de overname de grootste leverancier van geneesmiddelen voor huisdieren, paarden en varkens geworden.[3] Merial was meer waard dan de activiteiten van Boehringer waardoor de laatste nog zo’n € 4 miljard heeft betaald aan Sanofi. Na de transactie is Sanofi vooral gegroeid in Duitsland en in Japan.
- In 2018 kocht Sanofi het Belgische biotech bedrijf Ablynx voor € 3,9 miljard.[4]
- In september 2020 maakte het bedrijf een bod bekend op het Amerikaanse Principia Biopharma.[5] Sanofi is bereid US$ 3,7 miljard te betalen. De laatste ontwikkelt geneesmiddelen tegen multiple sclerose en diverse auto-immuunziekten. De twee bedrijven werken al sinds 2017 samen op deelgebieden.
- In oktober 2024 bereikte Sanofi een principe akkoord om iets meer dan de helft van de aandelen in CHC, Opella, te verkopen aan de Amerikaanse private equity onderneming Clayton Dubilier & Rice (CD&R).[6] De Franse staatsinvesteringsbank Bpifrance zal naar verwachting een belang van ongeveer 2% nemen. De afronding van de transactie wordt pas in 2025 verwacht na goedkeuring van de toezichthouders.

## Aandeelhouders
Het aandeel van Sanofi wordt verhandeld op de beurzen van Euronext Parijs en de New York Stock Exchange. Het bedrijf is onderdeel van de Franse CAC 40 aandelenindex.
De grootste aandeelhouders per 31 december 2023 waren:
- L'Oréal - 9,5% (16,8% in stemrechten)
- BlackRock - 6,9% (6,2% in stemrechten)
- werknemers - 2,6% (4,5% in stemrechten)
- vrij op beurs - 80,0% (72,5% in stemrechten)

## Activiteiten
Per 1 januari 2023 heeft Sanofi twee bedrijfsonderdelen, Biopharma en Consumer Healthcare (CHC). Voor die tijd waren er drie onderdelen, geneesmiddelen voor mens en dier en vaccins. Biopharma is veruit de meest belangrijke activiteit, hier werd in 2023 bijna 90% van de omzet mee behaald. CHC is met een omzet van iets meer dan vijf miljard euro veel kleiner en heeft ook lagere marges dan Biopharma.
In 2023 maakten de verkopen in de Verenigde Staten 43% van het totaal uit. Europa had een aandeel van ongeveer 25% in de omzet en het omzetaandeel van Frankrijk was iets meer dan 5%. Per eind 2023 werkten 12.000 mensen aan de ontwikkeling van nieuwe en verbetering van bestaande geneesmiddelen.

### Producten
Het bedrijf besteedt een groot budget (bijna € 7 miljard in 2023) aan onderzoek en ontwikkeling van nieuwe geneesmiddelen, om de inkomsten te compenseren die wegvallen wanneer de octrooibescherming van een geneesmiddel vervalt en andere bedrijven generieke equivalenten op de markt brengen.
De voornaamste merknamen van geneesmiddelen van Sanofi zijn (de naam van het werkzame bestanddeel staat tussen haakjes):
- Cardiovasculair:
  - Multaq (dronedarone)
  - Aprovel (irbesartan)
  - Co-Aprovel (irbesartan + hydrochloorthiazide)
  - Plavix (clopidogrel)
  - Tildiem (diltiazem)
- Trombose:
  - Clexane (enoxaparine)
- Oncologie:
  - Eloxatine (oxaliplatine)
  - Fasturtec (rasburicase)
  - Suprefact (busereline)
  - Taxotere (docetaxel)
- Centraal zenuwstelsel:
  - Depakine (valproïnezuur)
  - Rilutek (riluzole)
- Metabole stoornissen:
  - Amaryl (glimepiride)
  - Apidra (insuline glulisine)
  - Insuman (humane insuline)
  - Lantus (insuline glargine)
- Interne geneeskunde:
  - Arava (leflunomide)
- Overig:
  - Aspegic (acetylsalicylzuur)
  - Lomusol (cromoglicinezuur)
  - Migrafin (acetylsalicylzuur/metoclopramide)
  - Mizollen (mizolastine)
  - Modalim (ciprofibraat)
  - Telfast (fexofenadine)
  - Nalcrom (cromoglicinezuur)
  - Nasacort (triamcinolonacetonide)
  - Nystatine (nystatine)
  - Plaquenil (hydroxychloroquine)
  - Sculptra (Poly-L-melkzuur)
  - Sofradex (dexamethason/framycetine/gramicidine)
  - Tavanic (levofloxacine)
  - Ultracain (articaïne/epinefrine)
  - Xatral (alfuzosine)

Daarnaast produceert de afdeling sanofi pasteur vaccins tegen bacteriële en virusziekten, onder meer tegen griep, kinkhoest, difterie, tyfus, polio en bof.